# 网络百科全书
网络百科全书，是在互联网上公开给網友查阅的百科全书，网络百科有开放和非开放两种。在線百科全書，也稱為數字百科全書，是可通過互聯網訪問的百科全書。使用互聯網建立免費百科全書的想法至少可以追溯到1994年的Interpedia提案，它被計劃為互聯網上的百科全書，每個人都可以向其提供材料。 

## 对比
| 对比     | 网络百科全书 | 传统百科全书 | 备注                                                                                     |
| -------- | ------------ | ------------ | ---------------------------------------------------------------------------------------- |
| 更新速度 | 快           | 慢           | 网络百科全书更适合跟进时事动态。                                                         |
| 内容量   | 高           | 一般         | 传统百科全书的条目内容大多属于简介性质。                                                 |
| 费用     | 免费         | 付费         | 传统百科全书大多需要付费阅读。                                                           |
| 编写     | 多人         | 多人         |                                                                                          |
| 专业性   | 一般         | 高           | 传统百科全书一般由专家编写，专业性高。网络百科全书任何人可编写，条目质量视编者水平而定。 |
| 可靠性   | 较高         | 高           |                                                                                          |

## 网络百科全书

### 开放的网络百科全书
开放的网络百科可以给網友共同查閱、编辑，大多為免費性質，开放的网络百科全书有：
|                | 条目                      | 简介 |
| -------------- | ------------------------- | --- |
| 维基百科       |                           | |
| 英文维基百科   | 6,826,933條               | 英語種的網絡百科全書                                                                                                   |
| 宿霧語維基百科 | 6,062,869條               | 宿霧語種的網絡百科全書                                                                                                 |
| 中文维基百科   | 1,420,829條               | 漢語種的網絡百科全書                                                                                                   |
| 日文维基百科   | 1,416,497條               | 日語種的網絡百科全書                                                                                                   |
| 非维基百科     |                           | |
| 搜狗百科       | 900,000条                 | 腾讯网創辦、而後被搜狗合併的中文网络百科                                                                               |
| 互动百科       | 18,910,310条（2019年3月） | 口号“百科更权威”；由字节跳动营运                                                                                       |
| 百度百科       | 17,000,000条（2020年4月） | 口号“全球最大中文百科全書”，由百度營運                                                                                 |
| 360百科        | 用戶累計貢獻20,250,143次  | 口号“让求知更简单”，由奇虎360營運                                                                                      |
| 大众百科       |                           | 英文，由维基百科共同创办人拉里·桑格创办                                                                                |
| 网络天书       |                           | 中国大陆最早的Wiki技术网络百科。（已关闭）                                                                             |
| 维库           |                           | 中国大陆的另一家Wiki技术网络百科。（已关闭）                                                                           |
| MBA智库百科    |                           | 專注於經濟管理領域知識的創建                                                                                           |
| Qwiki          |                           | 英文，多媒体维基。（已关闭）                                                                                           |
| Knol           |                           | Google推出的网络百科。（已关闭）                                                                                       |
| 萌娘百科       | 131,138條                 | ACG主题在线百科全书，口号“万物皆可萌”。                                                                                |
| Komica Wiki    |                           | 台湾的一个由MediaWiki架构、以ACGN为主题的可编辑在线百科全书。                                                          |
| 伪基百科       | 7785条（中文伪基百科）    | 条目以搞笑、讽刺为主，改写实际内容，并插入虚构的人物或事件以娱乐大众。口号“恶搞的百科全书”。                           |
| 台灣棒球維基館 | 33,453條                  | 以Wiki開放協作方式供大眾對棒球相關資料加以彙整，以充實台灣棒運發展的歷史紀錄，只要是對棒球有興趣的人士皆可參與編寫工作 |

### 非开放的网络百科全书
非开放的网络百科是有著作權的传统百科全书网络化给網友查阅的网络百科，有時限於僅會員查閱與需付費等性質，使用者不能编辑其内容。著名非开放的网络百科全书有：
- 大不列颠百科全书网络版
- 中国大百科全书网络版
- 中华百科全书网络版

### 地區性的網絡百科全書
- 台灣大百科全書：收錄一切跟台灣有關的事物，包括社會時事。（已關閉）
- 台灣百科全書：收錄一切跟台灣有關的事物，包括社會時事以及網路內容。
- 香港網絡大典：收錄一切跟網絡有關的事物，也包括社會時事，內容主要圍繞香港和東亞。
- 香港巴士大典：收錄香港公交、小巴和居民巴士路線、車站、收費和歷史等資料。
- 香港鐵路大典 （页面存档备份，存于）：收錄香港鐵路路線、車站和歷史等資料。

### 其他具有特色的网络百科
- 萌娘百科：收录一切有关ACG的事物，同时收录萌拟人化、同人作品。
- 百科全说：“中国第一文学教育门户—秋千网”旗下频道。（非正式百科）
- Everipedia: 綜合型的線上百科全書，建立於EOS区块链技術上，擁有超過六百萬個條目。
- 伪基百科：以恶搞、讽刺为主，收录的条目都是以改写实际内容而达到娱乐大众的目的。